# Scopula madoniata
Scopula madoniata är en fjärilsart som beskrevs av Fuchs 1901. Scopula madoniata ingår i släktet Scopula och familjen mätare. Inga underarter finns listade.